# Moussy-le-Vieux
Moussy-le-Vieux település Franciaországban, Seine-et-Marne megyében. Lakosainak száma 1475 fő (2022. január 1.). Moussy-le-Vieux Le Mesnil-Amelot, Othis, Villeneuve-sous-Dammartin, Longperrier, Mauregard és Moussy-le-Neuf községekkel határos.

## Népesség
A település népességének változása:
| Lakosok száma | 1045 | 1268 | 1384 | 1428 | 1460 | 1477 | 1476 | 1476 | 1475 |
|               | 2013 | 2015 | 2016 | 2017 | 2018 | 2019 | 2020 | 2021 | 2022 |